# Andělská Hora (ort i Tjeckien, lat 50,06, long 17,39)
Andělská Hora är en stad i Tjeckien. Den ligger i den östra delen av landet, 210 km öster om huvudstaden Prag. Andělská Hora ligger 682 meter över havet och antalet invånare är 362.
Terrängen runt Andělská Hora är kuperad åt nordväst, men åt sydost är den platt. Runt Andělská Hora är det ganska glesbefolkat, med 34 invånare per kvadratkilometer. Närmaste större samhälle är Bruntál, 9,7 km sydost om Andělská Hora. I omgivningarna runt Andělská Hora växer i huvudsak blandskog.